# Ложь и молчание
«Ложь и молчание» (яп. 嘘と沈黙 Усо то тинмоку, дословно — «Ложь и молчание») — пятнадцатый эпизод аниме-сериала «Евангелион» студии Gainax. Режиссёром является Наоясу Хабу, сценаристами — Акио Сацукава и Хидэаки Анно. Впервые был показан 10 января 1996 года на TV Tokyo, набрав 6 % аудитории. В эпизоде присутствуют отсылки к христианству и иудаизму. Были выпущены футболки со вступительным кадром эпизода.
Руководитель агентства Nerv Гэндо Икари и его заместитель Козо Фуюцуки обсуждают проект совершенствования человечества, агент Nerv Рёдзи Кадзи узнаёт, что институт Мардук является мистификацией, а Синдзи Икари в лифте штаб-квартиры агентства говорит Рей Аянами, что она похожа на его умершую мать Юи. На следующий день майор Nerv Мисато Кацураги, главный научный сотрудник агентства Рицуко Акаги и Кадзи приходят на свадьбу, а Гэндо и Синдзи — на могилу Юи. Вернувшись домой, Синдзи играет на виолончели, пока пьяные Мисато и Кадзи гуляют по Токио-3. Аска Лэнгли Сорью, сожительница Синдзи, предлагает ему поцеловаться, что они и делают, однако после поцелуя она выражает отвращение. На следующий день Кадзи показывает Мисато Терминальную догму штаб-квартиры Nerv, в которой на большом кресте распят второй ангел Лилит.

## Сюжет
Эпизод начинается с того, как руководитель агентства Nerv Гэндо Икари и его заместитель Козо Фуюцуки на вертолёте обсуждают проект совершенствования человечества. Тем временем агент Nerv Рёдзи Кадзи узнаёт, что институт Мардук, консультативный орган, занимающийся отбором пилотов для Ев, является мистификацией. В школе Синдзи Икари наблюдает за тем, как Рей Аянами убирается в классе, выжимая тряпку.
Майор Nerv Мисато Кацураги в штаб-квартире агентства обсуждает с главным научным сотрудником Рицуко Акаги завтрашнюю свадьбу, на которую они были приглашены. Тем временем Аска Лэнгли Сорью, Рей и Синдзи проходят тест на синхронизацию с Евами. В лифте Синдзи расспрашивает Рей про Гэндо, его отца, и говорит, что выжимая тряпку в классе, она напомнила ему его умершую мать Юи. Рей смущается и отвечает: «Зачем ты так?».
На следующий день Мисато, Рицуко и Кадзи приходят на свадьбу. Тем временем Гэндо и Синдзи навещают могилу Юи, так как в тот день была годовщина её смерти. Синдзи говорит Гэндо: «Я рад, что мы смогли так поговорить», а Гэндо садится в только что прибывший вертолёт и улетает. Синдзи, вернувшись в квартиру Мисато, в которой он проживал, играет на виолончели «Сюиту № 1 соль мажор» Иоганна Себастьяна Баха. Его сожительница Аска, которая тоже вернулась домой, аплодирует ему.
После свадьбы пьяные Мисато и Кадзи идут гулять по Токио-3, обсуждая свои романтические отношения в прошлом. Тем временем Аска предлагает Синдзи поцеловаться, на что он после недолгих сомнений соглашается. Ей проходится зажать ему нос, так как его дыхание щекотало её. После поцелуя Аска бежит в ванную, чтобы прополоскать рот, и говорит, что больше никогда от скуки не будет целоваться. Кадзи заводит Мисато домой, укладывает в постель и уходит.
На следующий день у входа в Терминальную догму штаб-квартиры Nerv Кадзи чувствует дуло пистолета, прижатое к его спине. Оружие находится в руке Мисато. Кадзи сознаётся, что помимо Nerv он работает на секретную организацию Seele и Министерство обороны Японии, и предлагает Мисато войти вместе с ним в догму, на что она соглашается. Войдя внутрь, они видят второго ангела Лилит, распятого на большом кресте и пронзённого копьём Лонгина. Кадзи называет его первым ангелом Адамом.

## Производство
В 1993 году Gainax опубликовала «Предложение» (яп. 企画書), презентационный документ о «Евангелионе», в котором пятнадцатый эпизод носил название «Синдзи. Вновь» (яп. シンジ、ふたたび). В его синопсисе Ева-01 была отремонтирована, а Синдзи принял решение дальше её пилотировать. Тринадцатый, четырнадцатый и пятнадцатый эпизоды должны были иметь связанный сюжет. Однако на этапе производства, начиная с тринадцатого, началось расхождение с «Предложением». Первичные сюжеты тринадцатого, четырнадцатого и пятнадцатого эпизодов стали шестнадцатым эпизодом.
Режиссёром «Лжи и молчания» является Наоясу Хабу, сценаристами — Акио Сацукава и Хидэаки Анно, раскадровщиком — Киити Хадамэ, главным аниматором — Сюндзи Судзуки. Дизайн Лилит создал Мицуо Исо. В конце эпизода Кадзи показывает Мисато Терминальную догму, в которой, по его словам, на огромном кресте распят первый ангел Адам, но на самом деле это был второй ангел Лилит. По словам дизайнера персонажей Ёсиюки Садамото, в первоначальном сценарии Лилит отсутствовала и появилась как персонаж только после выхода сериала в эфир.
Во вступительной музыкальной теме «Лжи и молчания» использована песня «A Cruel Angel’s Thesis» в исполнении Ёко Такахаси, а в заключительной —  одна из версий песни «Fly Me to the Moon» (в каждой серии используется своя версия этой композиции). В сцене, где Кадзи целует Мисато, использована фортепианная версия «Fly Me to the Moon», в сцене свадьбы — «Tento Mushi no Samba» в исполнении Мэгуми Огаты, Юко Миямуры, Мики Нагасавы и Дзюнко Ивао. В конце эпизода Синдзи сыграл на виолончели «Сюиту № 1 соль мажор» Иоганна Себастьяна Баха.

## Темы и отсылки
Ключевой темой «Лжи и молчания» является межличностная коммуникация, сосредоточенная во взаимоотношениях Синдзи и Гэндо, Синдзи и Аски и Кадзи и Мисато.
В эпизоде Рицуко затрагивает два противоположных друг другу понятия, психологический гомеостаз (саморегуляция) и транзистаз (стремление к изменению). Кадзи сравнивает их с женщинами и мужчинами соответственно.
По мнению доктора философии и бакалавра музыковедения Хайке Хоффер, «Сюита № 1 соль мажор», сыгранная в эпизоде Синдзи на виолончели, позволяет зрителю углубиться в психологию мальчика. В связи со сложностью произведения Синдзи предстаёт ютосэем (яп. 優等生 ю:то:сэй) — примерным учеником, навыки которого превосходят средний уровень. Синдзи, обычно беспокоящийся о чужом мнении, делает то, что ему нравится.
По словам Фабио Бартоли, поцелуй с Синдзи является негативным опытом в жизни Аски, оставившим в её психике «тяжёлые следы». По мнению Майка Крэндола из Anime News Network, несмотря на то, что Аска выразила отвращение после поцелуя, она и Синдзи всё равно испытывали романтические чувства друг к другу, однако первая не могла признать их из-за своего эго, а второй — из-за недоверчивости. По словам Линзи Лавридж из Anime News Network, поцелуй напоминает зрителям, что оба персонажа — неопытные дети, которым дана невыполнимая задача, а взрослые из-за привязанности пренебрегают ими. По мнению доцента кафедры современной японской литературы Флоридского университета Кристофера Смита, эта сцена раскрывает мужественность Аски и её приверженность к патриархальному обществу.
Во «Лжи и молчании» присутствуют религиозные отсылки. В этом эпизоде впервые появляется второй ангел Лилит, распятый на большом кресте в Терминальной догме. Имя ангела является отсылкой на одноимённую демоницу из иудаизма, которая была второй женой Адама. Лилит из эпизода пронзена копьём Лонгина, являющимся отсылкой к одноимённому копью, которым было пронзено подреберье Иисуса Христа во время его распятия. Исследователь японской поп-культуры Патрик Дразен сравнил Копьё Лонгина из сериала с Аменонухоко, оружием синтоистских божеств Идзанаги и Идзанами. На голову Лилит надета маска с семью глазами, что является отсылкой на Агнеца Божьего с семью глазами и семью рогами из Откровения Иоанна Богослова. В эпизоде упоминается консультативный орган, занимающийся отбором пилотов для Ев, институт Мардук, название которого является отсылкой на верховное божество шумеро-аккадский мифологии Мардука.

## Показ и критика
Впервые «Ложь и молчание» был показан 10 января 1996 года на TV Tokyo, набрав 6 % аудитории.
Акио Нагатоми из Anime Café назвал бо́льшую часть «Лжи и молчание» увлекательной, а диалог Синдзи с Рей в лифте интересным. Однако он раскритиковал участие Мисато в эпизоде, назвав сценарий с ней неправдоподобным. Джоэл Каннингем из Digitally Obsessed назвал эпизод довольно скучным, однако отметил, что он является «нетрадиционным» для «Евангелиона», так как в нём отсутствует битва с ангелом и всё внимание уделяется взаимоотношениям между персонажами. Также Каннингем похвалил сцены с участием Мисато и Кадзи и диалог Синдзи с Рей в лифте.
Тео Когод из Comic Book Resources раскритиковал поцелуй Аски и Синдзи, поставив его на 9-е место своего рейтинга худших поступков Аски, в то время как Линзи Лавридж и Даниэле Бьяджи из Wired поставили его на 3-е место своих рейтингов известнейших поцелуев в аниме.
Редактор Film School Rejects Макс Ковилл поставил «Ложь и молчание» на 10-е место своего рейтинга эпизодов «Евангелиона». Он назвал его высококачественным захватывающим эпизодом с замечательной драмой об отношениях. Также Ковилл поставил три кадра из эпизода на 21-е, 16-е и 13-е места в своём рейтинге лучших кадров сериала.

## Выпуск
«Ложь и молчание» был включён в DVD-сборники «Second Impact Box» Gainax и «Евангелион. Том 3 серии 14―20» российской компанией MC Entertainment, выпущенные в феврале 2001 и 30 августа 2005 года соответственно. Эпизод вошёл в Blu-ray-сборник «Neon Genesis Evangelion Blu-ray BOX», выпущенный японской компанией King Records 26 августа 2015 года. Японская компания Movic выпустила футболки со вступительным кадром эпизода.

### Комментарии
1. ↑  Проект совершенствования человечества 	— проект тайной организации Seele по возвращении человечества к прежнему состоянию бытия, в котором отсутствует индивидуальность и эго, путём объединения всех душ в одну[3][4].

### На японском языке
- Evangelion Chronicle (яп.). — DeAgostini, 2010. — Vol. 10.
- Evangelion Chronicle (яп.). — DeAgostini, 2010. — Vol. 17.
- Evangelion Chronicle (яп.). — DeAgostini, 2010. — Vol. 19.
- Evangelion Chronicle (яп.). — DeAgostini, 2010. — Vol. 26.
- Evangelion Chronicle (яп.). — DeAgostini, 2010. — Vol. 29.
- Evangelion Chronicle (яп.). — DeAgostini, 2010. — Vol. 27.
- Evangelion Chronicle (яп.). — DeAgostini, 2010. — Vol. 46.
- Gainax. Neon Genesis Evangelion Newtype 100% Collection = 新世紀エヴァンゲリオン NEWTYPE 100％ COLLECTION (яп.). — Kadokawa Shoten, 1997. — ISBN 4-04-852700-2.

### На других языках
- Bartoli F. Neon Genesis Evangelion e la Kabbalah: dal Tempo di dolore al Tempo Benedetto (итал.) // Antrocom. — 2008. — V. 4. — P. 29—36.
- Drazen P. Anime Explosion!: The What? Why? and Wow! of Japanese Animation (англ.). — Stone Bridge Press, 2014. — 387 p. — ISBN 978-1-61172-013-6.
- McHugh J. It’s Worth Living in the World (англ.) // Human Architecture: Journal of the Sociology of Self-Knowledge. — 2003. — Vol. 2, no. 1. — P. 27—34.
- Redmond D. The World is Watching: Video as Multinational Aesthetics, 1968–1995 (англ.). — Southern Illinois University Press, 2004. — 202 p. — ISBN 9780809325351.